# Tactusa schnacki
Tactusa schnacki là một loài bướm đêm thuộc họ Erebidae. Nó được tìm thấy ở Assam in đông bắc Ấn Độ.
Sải cánh dài khoảng 12 mm. 